# Melissodes personatella
Melissodes personatella là một loài Hymenoptera trong họ Apidae. Loài này được Cockerell mô tả khoa học năm 1901.